# Scopolispecht
Der Scopolispecht, auch Scopoli-Specht, (Yungipicus maculatus, Syn. Dendrocopos maculatus; Picoides maculatus) ist eine Vogelart aus der Familie der Spechte (Picidae).
Der Vogel ist endemisch auf den Philippinen.
Der Lebensraum umfasst dichten Primär-, Sekundär- und Nebelwald, Waldränder, auch Galeriewald und baumbestandene Plantagen, bevorzugt abgestorbene Bäume meist oberhalb von 500 m bis 1350, örtlich bis 2500 m Höhe.
Die Art ist ein Standvogel.
Das Artepitheton kommt von lateinisch macula ‚Fleck‘.

## Merkmale
Der Vogel ist 13 bis 14 cm groß und wiegt 22 bis 30 g. Das Männchen ist dunkelbraun von der Stirn bis zum Nackenansatz, an den Seiten schwärzer und hat einen kleinen roten Fleck seitlich am hinteren Scheitel. Der weiße Überaugenstreif reicht bis an den Nacken, die Ohrdecken sind schwärzlich-braun, die Zügel sind gelblich-braun, der dunkelbraune Bartstreif ist gestreift oder gefleckt weiß, auch das Kinn. Kehle und Brust sind grau mit braunen Flecken. Die Oberseite ist dunkelbraun mit weißen Binden, der Rumpf heller mit einzelnen dunklen Flecken, die weißen Oberschwanzdecken sind breit dunkel gestreift, die braunen Flügel auf Hand- und Armschwingen dunkler mit kleinen weißen Spitzen. Die Flugfedern sind eng weiß gebändert.
Die Unterseite ist blass gelblich-weiß mit dunkelbraunen Flecken und gestrichelten Flanken. Die weißlichen Unterschwanzdecken sind breit dunkel gebändert. Der lange Schnabel ist leicht meißelförmig an der Spitze, dunkelgrau mit blasserer Basis. Die Iris ist braun bis rotbraun, die Beine sind bräunlich bis olivbraun.
Das Weibchen hat einen etwas längeren Schnabel, Schwanz und Flügel, aber kein Rot am Hinterscheitel. Jungvögel sind brauner und kräftiger gebändert auf der Oberseite, undeutlicher auf der Unterseite.

## Geografische Variation
Es werden folgende Unterarten anerkannt:
- Y. m. validirostris (Blyth, 1840), – Norden der Philippinen (Catanduanes, Lubang-Inseln, Luzon, Marinduque, Mindoro), dunkler und stärker gebändert mit kürzerem Schwanz
- Y. m. fulvifasciatus Hargitt, 1881, – Osten mit Mitte der Philippinen (Samar, Calicoan, Leyte, Bohol, Basilan, Mindanao, Dinagat), schließt die Unterart leytensis mit ein[6], noch dunkler gefärbt, fast schwarz auf der Oberseite
- Y. m. maculatus (Scopoli, 1786), Nominatform – Westen und Mitte der Philippinen (Sibuyan, Cebu, Guimaras, Negros, Panay, Gigantes), schließt die Unterart menagei mit ein[6]

## Stimme
Der Ruf wird als leicht abfallendes, stotterndes „pilt-pilt-pilt-pilt-pilt“ über 2 bis 5 Sekunden anhaltend, auch als einzelnes „pit“, häufiger „pitit“ beschrieben. Die Art trommelt auch.

## Lebensweise
Die Nahrung besteht aus Insekten, meist Ameisen, die einzeln, paarweise oder in kleinen Familien, gerne auch in gemischten Jagdgemeinschaften meist oberhalb von 9 m im Geäst gesucht werden. Totholz wird bevorzugt.
Die Brutzeit liegt zwischen Februar und August. Die Nisthöhle ist in einem Baum. Weitere Informationen liegen nicht vor.

## Gefährdungssituation
Die Art gilt als nicht gefährdet (Least Concern).